# Adetus columbianus
Adetus columbianus là một loài bọ cánh cứng trong họ Cerambycidae.